# (7242) Okyudo
(7242) Okyudo (1990 VG3) – planetoida z pasa głównego asteroid okrążająca Słońce w ciągu 3,19 lat w średniej odległości 2,17 j.a. Odkryta 11 listopada 1990 roku.